# Le Courrier du Parlement
 (octobre 2011).
Si vous disposez d'ouvrages ou d'articles de référence ou si vous connaissez des sites web de qualité traitant du thème abordé ici, merci de compléter l'article en donnant les références utiles à sa vérifiabilité et en les liant à la section « Notes et références ».
Le Courrier du Parlement, fondé en 1960, est un magazine d'actualité politique destiné aux parlementaires, aux élus locaux et régionaux ainsi qu’aux principaux acteurs de la vie économique française.

## Publications
Fondé en 1960, dirigé un temps par Michel Baroin, Le Courrier du Parlement s’est imposé depuis plus d’un demi-siècle comme le magazine référence de l’actualité parlementaire, nourri par des interviews, analyses, zoom, agenda, insolites, livres, etc.

### Le mensuel
Dans sa nouvelle formule mensuelle, qui parait à partir d’octobre 2011, le magazine présente les principaux enjeux politiques du moment, à travers des interviews, analyses, etc. et décrypte les problématiques sociétales qui s’invitent à l’agenda.

### Les numéros spéciaux
Chaque mois, Le Courrier du Parlement publie entre deux et trois numéros spéciaux, consacrés à des territoires ou des questions de société. Ces dossiers sont l’occasion de mettre en exergue le travail des collectivités locales ou des enjeux contemporains.